# Matemática... ¿Estás ahí?
Matemática... ¿Estás ahí? es el primer libro de una serie escrita por el periodista y doctor en matemática argentino Adrián Paenza. Se trata de una serie dedicada principalmente a  la matemática recreativa. Pertenece a la colección "Ciencia que ladra...", la cual es dirigida por Diego Golombek.
Según el autor mismo declara, lo que en ese libro escribe es una recopilación de material de otros autores, donde no hay casi nada inédito. Además, la mayoría de este material dice haberlo usado ya en su programa "Científicos Industria Argentina". Sin embargo, el libro ha tenido un gran éxito en general, siendo vendidos aproximadamente 120.000 ejemplares. De hecho, Paenza declara preguntarse por qué es que la matemática, algo tan divertido, tiene tan mala prensa. Con este libro pretende demostrar que algo que muchas personas odian —la matemática— puede llegar a ser interesante. Es su primer libro, y constituye una continuación en su relativamente larga tarea de divulgación científica en la que ya había participado, por ejemplo, el programa "Científicos Industria Argentina", que Paenza condujo hasta el 2016.
A disposición del autor, el libro se encuentra en Internet y se puede descargar gratuitamente en formato PDF.

## Temática del libro
En este libro, Adrián Paenza pretende contarle al lector sobre diferentes temas atrapantes de la matemática, dando a conocer distintos problemas de cierto interés y contándole al lector sobre diferentes propiedades y teorías pertenecientes a la matemática que podrían ser calificadas como divertidas; y declara que pensar puede ser algo entretenido. Como se señala en el resumen del libro, entre estos conceptos, problemas y demás relacionados con la matemática, Paenza le habla al lector de temas tan diversos como de los diferentes tipos de infinitos, de los números primos, la división por cero, las apuestas, las probabilidades y otros temas relacionados.